# Bataille de Kurekdere
Guerre de Crimée
Batailles
- Isaccea (10-1853)
- Oltenița (11-1853)
- Pitsounda (11-1853)
- Sinope (11-1853)
- Cetate (12-1853)
- Silistra (04-1854)
- Kurekdere (08-1854)
- Bomarsund (08-1854)
- Petropavlovsk (08-1854)
- Alma (09-1854)
- Sébastopol (10-1854)
- Balaklava (10-1854)
- Inkerman (11-1854)
- Eupatoria (02-1855)
- Taganrog (05-1855)
- Kars (07-1855)
- Tchernaïa (08-1855)
- Malakoff (09-1855)
- Kanghil (09-1855)
- Kinbourn (10-1855)

La bataille de Kurekdere fut un affrontement de la guerre de Crimée qui opposa l'Empire russe à l'Empire ottoman près d'Alexandropol dans le Caucase le 5 août 1854.

## Déroulement
En juin 1853, l'Empire russe envahit les principautés danubiennes sous suzeraineté ottomane pour contraindre l'Empire ottoman à des concessions sur le traitement des chrétiens orthodoxes. Soutenu par la France et le Royaume-Uni, l'Empire ottoman déclara la guerre à la Russie à l'automne et ses troupes progressèrent dans le Caucase. Elles furent néanmoins battus par des troupes russes en infériorité numérique à Akhaltsikhé le 26 novembre et à Başgedikler le 1er décembre. Après ces affrontements, le front se stabilisa durant l'hiver mais les Ottomans mal ravitaillés moururent par milliers de faim et de maladie.
À la fin du printemps 1854, les Russes menés par Vasili Bebutov (en) passèrent à l'offensive et remportèrent plusieurs succès. Le gros de forces ottomanes commandées par Hurșid Pasha était alors déployé autour d'Alexandropol et il décida de profiter de sa confortable supériorité numérique pour lancer une contre-attaque malgré l'opposition d'une partie de son état-major qui lui conseillait de rester sur la défensive.
Les deux armées se rencontrèrent le 5 août 1854 mais la bataille tourna rapidement à l'avantage des Russes. Bebutov décida néanmoins de ne pas exploiter la déroute ottomane pour s'emparer de la forteresse de Kars et le front n'évolua plus jusqu'à l'année suivante. Du côté ottoman, la défaite démontra une fois de plus l'incompétence du commandement ainsi que le manque de discipline et d'entraînement des soldats.